# Elecciones municipales de 2019 en Estepona
Las elecciones municipales de 2019 se celebraron en Estepona el 26 de mayo de acuerdo con el Real Decreto de convocatoria de elecciones locales en España dispuesto el 1 de abril de 2019 y publicado en el Boletín Oficial del Estado el día 2 de abril. Se eligieron los 25 concejales del pleno del Ayuntamiento de Estepona mediante un sistema proporcional con listas cerradas y un umbral electoral del 5%.

## Resultados
Los resultados completos correspondientes al escrutinio definitivo se detallan a continuación:
| Candidatura     | Candidatura                                                     | Votos  | %                               | Escaños                         |
| --------------- | --------------------------------------------------------------- | ------ | ------------------------------- | ------------------------------- |
|                 | Partido Popular Andaluz (PP-A)                                  | 17 083 | 69,04                           | 21                              |
|                 | Partido Socialista Obrero Español de Andalucía (PSOE-A)         | 3830   | 15,48                           | 4                               |
|                 | Podemos (PODEMOS)                                               | 1012   | 4,09                            | 0                               |
|                 | Izquierda Unida Los Verdes-Convocatoria por Andalucía (IULV-CA) | 942    | 3,81                            | 0                               |
|                 | Ciudadanos-Partido de la Ciudadanía (Cs)                        | 784    | 3,17                            | 0                               |
|                 | Vox (VOX)                                                       | 584    | 2,36                            | 0                               |
|                 | Más Andalucía (MAS Andalucía)                                   | 286    | 1,16                            | 0                               |
| Votos en blanco | Votos en blanco                                                 | 221    | 0,89                            | n/a                             |
| Votos válidos   | Votos válidos                                                   | 27 742 | 100,00                          | 25                              |
| Votos nulos     | Votos nulos                                                     | 227    | Participación: \| \| 55.32 % \| | Participación: \| \| 55.32 % \| |
| Votantes        | Votantes                                                        | 24 969 | Participación: \| \| 55.32 % \| | Participación: \| \| 55.32 % \| |
| Electores       | Electores                                                       | 45 133 | Participación: \| \| 55.32 % \| | Participación: \| \| 55.32 % \| |
|                 | 55.32 %                                                         |        |                                 |                                 |

## Concejales Electos
| N.º | Nombre                           | Lista | Lista      |
| --- | -------------------------------- | ----- | ---------- |
| 1   | José María García Urbano         |       | PP-A       |
| 2   | Ana María Velasco Garrido        |       | PP-A       |
| 3   | Salvador Pedraza López           |       | PP-A       |
| 4   | Susana Aragón García             |       | PP-A       |
| 5   | Blas Ruzafa Guirao               |       | PP-A       |
| 6   | Susana Casaño López              |       | PP-A       |
| 7   | José Antonio Vílchez Sánchez     |       | PP-A       |
| 8   | José María Ayala García          |       | PP-A       |
| 9   | Luisa López Gómez                |       | PP-A       |
| 10  | María Begoña Ortiz Morales       |       | PP-A       |
| 11  | Juan Manuel Ros García           |       | PP-A       |
| 12  | Cristina Isabel Cintrano Montes  |       | PP-A       |
| 13  | José Antonio Bandera González    |       | PP-A       |
| 14  | Encarnación Pérez Cabrera        |       | PP-A       |
| 15  | Daniel García Ramos              |       | PP-A       |
| 16  | Estefanía Liñán Cózar            |       | PP-A       |
| 17  | María Salomé Hidalgo Monci       |       | PP-A       |
| 18  | Jorge Moro Domingo               |       | INDP. PP-A |
| 19  | Antonio Miguel Montes Martín     |       | PP-A       |
| 20  | Esperanza Macarena Diánez Correa |       | PP-A       |
| 21  | José López Vázquez               |       | PP-A       |
| 22  | Emma María Molina Fernández      |       | PSOE-A     |
| 23  | Antonio Benítez Martín           |       | PSOE-A     |
| 24  | Consuelo Ortega Merino           |       | PSOE-A     |
| 25  | Francisco Javier Horrillo Ruiz   |       | PSOE-A     |

### Junta de Gobierno
| Concejal                         | Partido político | Área Municipal                                                          |
| -------------------------------- | ---------------- | ----------------------------------------------------------------------- |
| José María García Urbano         | PP-A             | Alcalde-Presidente                                                      |
| Juan Manuel Ros García           | PP-A             | Primer Teniente de Alcalde Responsable Área Presidencia                 |
| Ana María Velasco Garrido        | PP-A             | Segunda Teniente de Alcalde Responsable Área FIT y seguridad ciudadana  |
| Blas Ruzafa Guirao               | PP-A             | Tercer Teniente de Alcalde Responsable Área control externo y proyectos |
| María Begoña Ortiz Morales       | PP-A             | Cuarta Teniente de Alcalde Responsable Área sociocultural               |
| José María Ayala García          | PP-A             | Quinto Teniente de Alcalde Responsable Área innovación, economía y RRHH |
| Fuente: Ayuntamiento de Estepona |                  |                                                                         |